# Dircenna adina
Espèce
Dircenna adina est un insecte lépidoptère  de la famille des Nymphalidae, de la sous-famille des Danainae et du genre Dircenna.

## Dénomination
Dircenna adina a été décrit par William Chapman Hewitson en 1855 sous le nom initial d' Ithonia adina.

### Sous-espèces
- Dircenna adina adina; présent au Venezuela.
- Dircenna adina columbiana Krüger, 1925; présent en Colombie.
- Dircenna adina lorica Weymer, 1875; présent en Équateur
- Dircenna adina marica (C. & R. Felder, 1865); présent au Venezuela.
- Dircenna adina steinheili Staudinger, [1884]; présent en Colombie.
- Dircenna adina suna Haensch, 1903; présent en Équateur
- Dircenna adina xanthophane Hopffer, 1874; présent au Pérou.
- Dircenna adina ssp; présent au Brésil.
- Dircenna adina ssp; présent en Colombie.
- Dircenna adina ssp; présent au Pérou[1].

### Nom vernaculaire
Dircenna adina se nomme Adina Clearwing en anglais.

## Description
Dircenna adina est un papillon d'une envergure d'environ 60 mm à l'abdomen mince, aux ailes à apex arrondi avec les ailes antérieures beaucoup plus longues que les ailes postérieures et à bord interne concave. Les ailes sont transparentes avec des veines marron et une bordure marron, marquée de points blancs sur le revers.

## Biologie
Sa biologie est mal connue.

## Écologie et distribution
Dircenna adina est présent  au Venezuela, en Colombie en Équateur, au Brésil, en Bolivie, au Pérou, en Guyana et en Guyane.

### Biotope
Dircenna adina réside dans la forêt tropicale humide.

### Protection
Pas de statut de protection particulier.